# Валентин Геров
Валентин Геров е български виолист.

## Биография
Роден е на 24 февруари 1959 г. в София. Завършва СМУ „Любомир Пипков“ през 1979 г. в класа на Г. Рогев, през 1985 г. – Държавната музикална академия в класа на проф. Димитър Чиликов и класа по камерна музика на проф. Димо Димов. От 1989 до 1999 г. е хоноруван преподавател по виола там.
През 1984 – 1992 г. е оркестрант в Софийска филхармония. Участва в турнета в САЩ, Европа, Азия, както и в интегрални изпълнения на симфониите на Чайковски, Брамс, Малер. От 1986 до 1990 г. свири във фестивалния симфоничен оркестър под диригентството на Емил Чакъров. През 1991 – 1992 г. специализира в музикалната академия в Щутгарт при световноизвестния квартет „Мелос“. През 1993 г. е първи виолист на Нов симфоничен оркестър с диригент Ералдо Салмиери. От същата година е член на квартет „Димов“ (понастоящем – „София квартет“). Участва в интегрални изпълнения на Моцарт, Брамс, Бетовен и турнета в Европа, Латинска Америка и Далечния изток.
Множество премиерни пиеси са написани специално за Валентин Геров. Сред тях са: Лазар Николов – „Из музиката на Орфей“ (2002, за соло виола); Ценко Минкин – соната за виола и пиано; Боян Воденичаров – квартет; Михаил Големинов – струнно трио; Велислав Заимов – дуо за виола и чело; Михаил Пеков – „Песни за двама влюбени“.
Валентин Геров работи в областта на джаза с музиканти като Антони Дончев, Румен Тосков, Росен Захариев, Георги Дончев, Теодосий Спасов, Любо Денев и др.
Създава авторска музика и музикално оформление за театрални и балетни представления: „Тъжният принц“, „Змейче розово“ по БНТ. С балет „Арабеск“ създава „Банята: личното пространство“, „Линч – желание за близост“, „Лечителят на скръбта“.
Геров участва като соло виолист в Български симфоничен оркестър, с който се реализира музиката за едни от най-известните чужди филмови продукции. Той изпълнява солови партии в произведения на композитори като: Енио Мориконе, Риц Ортололани, Пино Донаджо, Карлос Илиото и др. Музикантът получава множество покани като солиращ виолист в Софийската филхармония и оркестъра на БНР („Дон Кихот“ – диригент Милен Начев и солист Станимир Тодоров). Концертира в страната и чужбина със София квартет.

## Дискография
Има издадени компактдискове:
- „Траурна музика“ на Хиндемит;
- 8, 10, 11 квартети на Дмитрий Шостакович – с Радио квартет (1993);
- „Отраженията“ (2000).[1][2]

## Признание и награди
- Лауреат е на конкурсите „Стефан Сугарев“ за 1983 г. и „Светослав Обретенов“ за 1984 г.[2]
- Отличен е с наградата „Музикант на годината“ за 1994 година от предаването на БНР Allegro Vivace.
- Носител е на „Кристална лира“ със „София квартет“ (2004).[1]